# Reacción de Haber-Weiss

Primer paso de la reacción de Haber-Weiss. Debido a la reactividad del superóxido, el catión férrico queda reducido y se produce una molécula de O2

La reacción de Haber-Weiss genera radicales hidroxilo (•OH) a partir de H2O2 (peróxido de hidrógeno) y superóxido (•O2-). Esta reacción puede ocurrir en las células vivas y como consecuencia es una posible fuente de estrés oxidativo. La reacción directa es muy lenta, pero es catalizada por el hierro en estado de oxidación (III).
El primer paso del ciclo catalítico se produce por la reducción del catión férrico a catión ferroso:
Fe3+ + •O2− → Fe2+ + O2
El segundo paso es una reacción de Fenton:
Fe2+ + H2O2 → Fe3+ + OH− + •OH
La reacción neta es:
•O2- + H2O2 → •OH + OH- + O2
La reacción fue nombrada en homenaje a Fritz Haber y a su estudiante Joseph Joshua Weiss.